# 成田市立名木小学校
成田市立名木小学校（なりたしりつ なぎしょうがっこう）は、千葉県成田市名木にあった公立小学校。

## 概要
同校は統合時点で創立132年を迎え、住民どうしの結びつきが密接であり、お年寄りから子どもまでみんなが顔見知りという昔ながらの光景が見られる地域である。

## 沿革
- 1882年（明治15年）6月 - 青山村東光寺を仮校舎として開校。名木尋常小学校と称す。
- 1884年（明治17年）5月 - 校舎を新築し移転（名木村字新町台931番地）.
- 1909年（明治42年）4月 - 名古屋尋常小学校と合併し，小御門尋常小学校名木分教場と改称
- 1955年（昭和30年）4月1日 - 小御門小学校より独立し，下総町立名木小学校と称す。
- 2006年（平成18年）3月27日 - 成田市立名木小学校と改称。
- 2014年（平成26年）4月 - 滑河・小御門・高岡の各小学校と統合、成田市立下総小学校・成田市立下総中学校の小中一貫校「下総みどり学園」開校。[2]。

## 学区
青山の一部、倉水の一部、名木、冬父、中里

## 進学
- 成田市立下総中学校